# 1569 Evita
1569 Evita (1948 PA) là một tiểu hành tinh vành đai chính được phát hiện ngày 3 tháng 8 năm 1948 bởi Miguel Itzigsohn.